# San Marco (croiseur)
Pour les articles homonymes, voir San Marco.
Le San Marco est un navire de la classe de 2 croiseurs cuirassés, construit pour la Regia Marina dans la première décennie du 20e siècle.
Il a été le premier grand navire italien équipé de turbines à vapeur et le premier navire à turbine de n'importe quelle marine à avoir quatre arbres d'hélice. Le navire a participé à la guerre italo-turque de 1911-1912, au cours de laquelle il a soutenu les occupations de Benghazi et Derna, l'île de Rhodes, et a bombardé les fortifications défendant l'entrée des Dardanelles. Pendant la Première Guerre mondiale, les activités du San Marco ont été limitées par la menace des sous-marins austro-hongrois, bien que le navire ait participé au bombardement de Durrës, en Albanie, à la fin de 1918. Il a joué un rôle mineur dans l'incident de Corfou en 1923 et a été converti en navire-cible dans la première moitié des années 1930. Le San Marco a été capturé par les Allemands lorsqu'ils ont occupé le nord de l'Italie en 1943 et a été retrouvé coulé à la fin de la guerre. Le navire a été mis au rebut et démoli en 1949.

## Conception et description

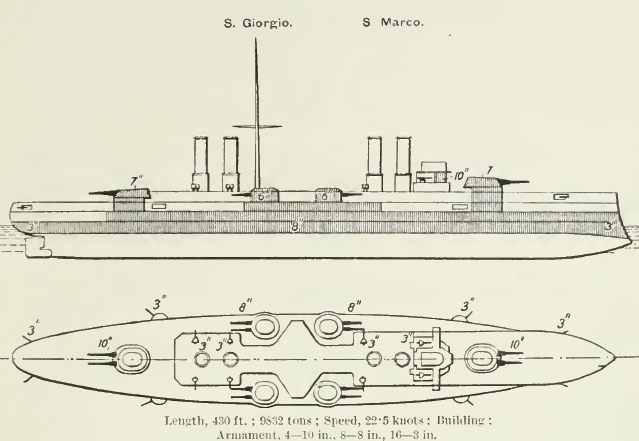

Les navires de la classe San Giorgio ont été conçus comme des versions améliorées de la classe Pisa. La conception du San Marco comportait plusieurs innovations qui le différenciaient de son navire-jumeau, le San Giorgio. Le San Marco a reçu les premières turbines à vapeur installées dans un grand navire italien et il a été le premier navire à turbine de n'importe quelle marine à avoir quatre arbres d'hélices, le premier avec un compas gyroscopique, le premier avec des réservoirs antiroulis et le premier à ne pas utiliser de bois de quelque façon que ce soit.
Le San Marco avait une longueur entre perpendiculaires de 131,04 mètres (429 ft 11 in) et une longueur hors-tout de 140,89 mètres (462 ft 3 in). Ils avaient une largeur de 21,03 mètres (69 ft 0 in) et un tirant d'eau de 7,76 mètres (25 ft 6 in). Le navire avait un déplacement de 10 969 tonnes métriques (10 796 tonnes longues) à charge normale, et de 11 900 tonnes métriques (11 700 tonnes longues) à charge profonde. Son effectif de 32 officiers et de 666 à 673 hommes de troupe.
Le navire était propulsé par quatre turbines à vapeur, chacune entraînant un arbre d'hélice grâce à la vapeur fournie par 14 chaudières Babcock & Wilcox. Conçu pour une puissance maximale de 23 000 chevaux (17 000 kW) et une vitesse de 23 nœuds (43 km/h), le San Marco a largement dépassé ce chiffre, atteignant une vitesse de 23,75 nœuds (43,99 km/h) pendant ses essais en mer à partir de 23 030 chevaux-vapeur (17 170 kW). Le navire devait également être un demi-nœud plus rapide que le San Giorgio, une exigence qu'il a facilement dépassée. Le San Marco avait une autonomie de croisière de 4 800 milles nautiques (8 900 km) à une vitesse de 10 nœuds (19 km/h).
L'armement principal des navires de la classe San Giorgio consistait en quatre canons Cannone da 254/45 A Modello 1907 (254 mm) placés dans des tourelles jumelées à l'avant et à l'arrière de la superstructure. Les navires montaient huit canons Cannone da 190/45 A Modello 1908 (190 mm) dans quatre tourelles jumelées, deux de chaque côté au milieu du navire, comme armement secondaire. Pour se défendre contre les torpilleurs, ils portaient 18 canons à tir rapide (QF) de calibre 40, de 76 mm. Huit d'entre eux étaient montés dans des embrasures sur les côtés de la coque et le reste dans la superstructure. Les navires étaient également équipés d'une paire de canons QF 40 de 47 mm. Les San Giorgios étaient également équipés de trois tubes lance-torpilles immergés de 450 mm. Pendant la Première Guerre mondiale, huit des canons de 76 mm ont été remplacés par six canons antiaériens de 76 mm et un tube lance-torpilles a été retiré.
Les navires étaient protégés par une ceinture blindée de 200 mm d'épaisseur au milieu du navire et de 80 mm à la proue et à la poupe. Le pont blindé avait 50 mm d'épaisseur et le blindage du poste de commandement 254 mm. Les tourelles de canon de 254 mm étaient protégées par un blindage de 200 mm tandis que les tourelles de 190 mm avaient un blindage de 160 mm.

## Construction et carrière
Le San Marco , nommé d'après Saint Marc, le saint patron de Venise, a été commandé le 18 septembre 1905 et sa pose de la quille le 2 janvier 1907 au chantier naval de Castellammare di Stabia (Regio Cantieri di Castellammare di Stabia) à Castellammare di Stabia, dans la baie de Naples. Le navire est lancé le 20 décembre 1907 et achevé le 7 février 1911.
Lorsque la guerre italo-turque de 1911-1912 a commencé le 29 septembre 1911, le San Marco n'a pas été initialement affecté à la 2e division de la 1re escadre de la flotte méditerranéenne. Il a été affecté à la division le 1er octobre et a ensuite escorté plusieurs transports italiens qui sont arrivés au large de Derna, en Libye, le 15 octobre avec le cuirassé Napoli et les croiseurs blindés Pisa et Amalfi. Après l'échec des négociations en vue de la reddition de la ville, le Pisa a bombardé les casernes et un fort. Derna ne ripostant pas, un bateau proposant une trêve est envoyé. Lorsqu'il fut accueilli par une volée de tirs de fusils, le San Marco et les autres croiseurs blindés ouvrirent le feu sur la ville avec leurs canons de 190 mm et, selon un compte rendu contemporain, " détruisirent complètement " la ville en 30 minutes. Un groupe de débarquement ne put atteindre le rivage en raison d'une mer agitée et de tirs provenant de la côte. Le San Marco et ses consorts ont alors bombardé la plage pendant deux heures. Les conditions météorologiques ont empêché un débarquement jusqu'au 18, lorsque 1 500 hommes ont pris possession de Derna. Le navire a ensuite soutenu les troupes italiennes à Benghazi en décembre. À la mi-avril 1912, la flotte italienne est sortie dans l'est de la mer Égée, le Pisa et le Amalfi en tête, pour tenter d'attirer la flotte ottomane. Après l'échec de cette opération, les Italiens ont bombardé les fortifications qui défendaient les Dardanelles, sans grand résultat, avant que le gros de la flotte ne parte pour l'Italie le 19. En mai, le San Marco a soutenu l'occupation de Rhodes et est finalement rentré chez lui le 20 septembre.

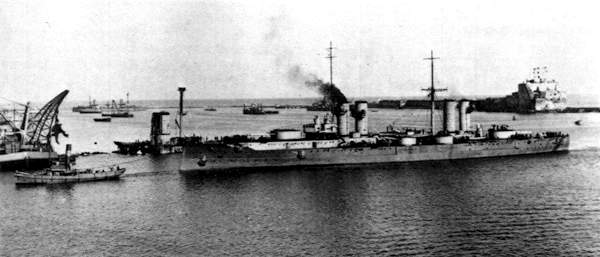
Le San Marco à Brindisi le 13 décembre 1916.

Il a été utilisé pour des expériences d'évaluation du fonctionnement à bord d'hydravions avant le début de la Première Guerre mondiale. Le navire était basé à Brindisi lorsque l'Italie a déclaré la guerre aux Puissances centrales le 23 mai 1915. Cette nuit-là, la marine austro-hongroise a bombardé la côte italienne dans le but de perturber la mobilisation italienne. Parmi les nombreuses cibles, Ancône a été la plus durement touchée, avec des interruptions des services de gaz, d'électricité et de téléphone de la ville; les stocks de charbon et de pétrole de la ville ont été laissés en flammes. Tous les navires autrichiens rentrent sains et saufs au port, ce qui met la Regia Marina sous pression pour qu'elle arrête les attaques. Lorsque les Autrichiens reprennent les bombardements sur la côte italienne à la mi-juin, l'amiral Paolo Thaon di Revel répond en envoyant le San Marco et les autres croiseurs blindés de Brindisi - les plus récents de la marine - à Venise pour compléter les navires plus anciens qui s'y trouvent déjà. Peu après leur arrivée à Venise, le Amalfi a été coulé par un sous-marin (unterseeboot) le 7 juillet et sa perte a sérieusement limité les activités des autres navires basés à Venise. Le San Marco a ensuite participé au bombardement de Durrës (anciennement connu sous le nom de Durazzo) le 2 octobre 1918, qui a coulé un navire marchand et endommagé deux autres.
Le 21 septembre 1923, le navire transporte à Tarente les corps des membres de la Commission des frontières tués à Corfou le 27 août (leur mort a déclenché l'incident de Corfou). Le 1er octobre, le San Marco transporte les dernières troupes d'occupation de Corfou à Brindisi. Le 16 mars 1924, il salue le roi Victor Emmanuel III à son arrivée à Fiume pour assister à la cérémonie commémorant l'annexion de la ville par l'Italie. Le San Marco escorte le prince héritier Umberto, voyageant à bord du San Giorgio, lors de sa tournée sud-américaine en juillet-septembre 1924,.
Le San Marco est désarmé et transformé en navire-cible radiocommandé (par le vieux destroyer Audace) en 1931-1935. Ses anciennes chaudières ont été remplacées par quatre chaudières à mazout de type Thornycroft, ce qui a réduit sa vitesse maximale à 18 nœuds (33 km/h), contre 13 000 chevaux-vapeur d'arbre (9 700 kW). Lors d'une revue navale pour Adolf Hitler dans la baie de Naples le 5 mai 1938, le navire est utilisé comme cible par les croiseurs lourds Fiume et Zara.
Il est capturé par les Allemands lorsqu'ils occupent La Spezia le 9 septembre 1943 ; le navire est retrouvé à la fin de la guerre coulé dans le port. Le San Marco a été officiellement rayé de la liste de la Marine le 27 février 1947 et démantelé en 1949.